# كان جوشكون
كان جوشكون (بالتركية: Can Beklan Coşkun)‏ هو لاعب كرة قدم تركي في مركز الوسط، ولد في 26 مارس 1998 في برلين في ألمانيا. لعب مع FSV Zwickau ‏.

## وصلات خارجية
- كان جوشكون على موقع اتحاد تركيا (لاعب) (الإنجليزية)
- كان جوشكون على موقع عالم كرة القدم.نت (الإنجليزية)